# Universal Scene Description
Universal Scene Description (USD) je technologický rámec pro výměnu dat počítačové 3D grafiky vytvořený v roce 2012 společností Pixar. Zaměřuje se na spolupráci, souběžné úpravy a týmové připomínkování grafických dat.
K souborovým formátům používaným v tomto standardu patří:
- .usd, může být textový nebo binární
- .usda, textový
- .usdc, binární
- .usdz, soubor balíčku, což je bezeztrátový, nešifrovaný ZIP archiv, který může obsahovat soubory usd, usda, usdc, png, jpeg, m4a, mp3 a wav.

## Podpora
- Autodesk 3ds Max verze 2022 s doplňkem, nebo verze 2023. Obsahuje import z USD i export do USD.
- Autodesk Inventor - podpora USD exportu od verze 2023.
- Autodesk Maya - podpora od verze 2022.
- Autodesk Fusion 360 podporuje export USD od dubna 2022.
- SceneKit společnosti Apple podporuje soubory .usdz pro výměnu 3D modelů a rozšířenou realitu.[4][5]
- Nvidia oznámila podporu USD ve své platformě pro grafickou spolupráci Omniverse.[6]
- Online prohlížeč USD ve webovém prohlížeči (projekt GitHub) [7][8]
- Blender obsahuje podporu exportu USD.[9] Podpora importu od verze 3.0.[10][11]